# Charles-Francis Caillard
Charles-Francis Caillard, né le 22 mars 1886 à Châtellerault et mort le 27 septembre 1915 à Saragosse, est un poète, critique littéraire et éditeur français. Il est un petit-neveu de la poétesse Louise Ackermann.

## Biographie
Francis Charles Caillard naît en 1886 à Châtellerault, fils de Georges Gustave Marie Caillard, notaire, et de Louise Marie Madeleine Sabourin, son épouse.
Il fait ses études au collège de sa ville natale, puis au lycée Janson-de-Sailly à Paris. Il suit des études de droit, et soutient une thèse de doctorat (de droit), Les Migrations temporaires dans les campagnes françaises, mais se tourne vers les lettres.  En 1909, il reprend la direction de la Revue du temps présent, fondée en 1907 par Pierre Chaine, Robert de Beauplan et José de Bérys. Cette revue devient sous son impulsion et celle de José de Bérys et André Delacour un organe de jeunes écrivains catholiques, « spiritualistes », dont François Mauriac qui y devient critique poétique. Caillard complète la revue par une maison d’édition, Édition du Temps Présent, établie 76, rue de Rennes à Paris. Il s’attache à faire connaître Joris-Karl Huysmans et de jeunes écrivains, tout en continuant à écrire : sa poésie est empreinte d’intimisme, et de mysticisme. En réalité, l’appel de la religion se fait de plus en plus pressant et en 1913, après des études au séminaire Saint-Sulpice à Issy-les-Moulineaux, il entre au noviciat des Bénédictins.
Le 2 août 1914, lors de la déclaration de la guerre, il quitte le monastère pour le dépôt de son régiment, mais il est rapidement réformé pour raison de santé. Par la suite, il sert un temps dans une ambulance, puis il est envoyé au monastère de Notre-Dame de Cogullada en Espagne, près de Saragosse. Il y décède le 27 septembre 1915.

## Œuvres
- Les Vivantes (Société française d’imprimerie et de librairie, 1907)
- Le Cas Debussy (avec José de Bérys) (Paris, H. Falque, 1910)
- Les Sagesses (Paris, H. Falque, 1910) (recueil de poèmes)
- Les Rosiers sur la tombe (Paris, Édition du Temps Présent, 1912) (recueil de poèmes)

## Pour approfondir